# クラスノヤルスク地方の行政区画
クラスノヤルスク地方の行政区画（クラスノヤルスクちほうのぎょうせいくかく）では、ロシア連邦、クラスノヤルスク地方の行政区画について記述する。
クラスノヤルスク地方は2015年現在、44の地区、22つの町、37つの都市型集落、463の村（selsovet）からなる。。

## 行政区画
- 町 (政府の直轄)

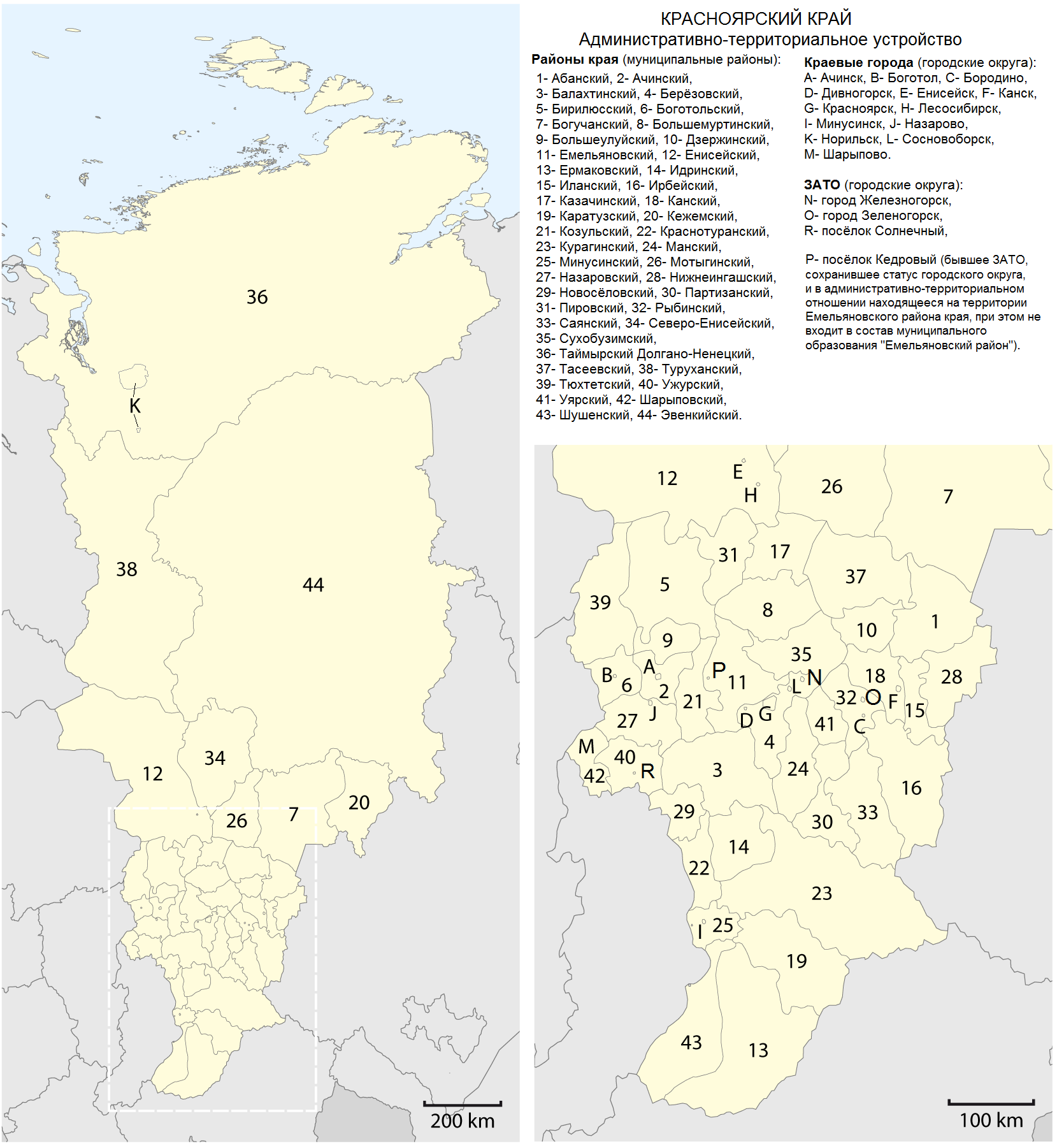
クラスノヤルスク地方の行政区画

  - ゼレノゴルスク (Зеленогорск)
  - ジェレズノゴルスク (Железногорск)
    - 都市型集落 (ジェレズノゴルスクの管轄下・政府の直轄)
      - ポドゴルニ (Подгорный)
- 都市型集落 (政府の直轄)
  - ソルネチニ (Солнечный)
- 町 (クラスノヤルスク地方の管轄下)
  - クラスノヤルスク (Красноярск)
    - 区 (クラスノヤルスクの管轄下)
      - キロフスキー (Кировский)
      - レニンスキ (Ленинский)
      - オクチャブリスキー (Октябрьский)
      - ソヴェツキー (Советский)
      - スヴェルドロフスキー (Свердловский)
      - ツェントラリニ (中央) (Центральный)
      - ジェレズノドロジュニ (Железнодорожный)

  - アチンスク (Ачинск)
  - ボゴトル (Боготол)
  - ボロジノ (Бородино)
  - ジヴノゴルスク (Дивногорск)
  - カンスク (Канск)
  - レソシビルスク (Лесосибирск)
    - 都市型集落 (レソシビルスクの管轄下)
      - ストレルカ (Стрелка)

  - ミヌシンスク (Минусинск)
    - 都市型集落 (ミヌシンスクの管轄下)
      - ゼレニ・ボル (Зелёный Бор)

  - ナザロヴォ (Назарово)
  - ノリリスク (Норильск)
    - 区 (ノリリスクの管轄下)
      - カイエルカン (Кайеркан)
      - タルナフ (Талнах)
      - ツェントラリニ (中央) (Центральный)

    - 都市型集落 (ノリリスクの管轄下)
      - スネシュノゴルスク (Снежногорск)

  - シャリポヴォ (Шарыпово)
    - 都市型集落 (シャリポヴォの管轄下)
      - ドゥビニノ (Дубинино)
      - ゴリャチェゴルスク (Горячегорск)

  - ソスノヴォボルスク (Сосновоборск)
  - エニセイスク (Енисейск)
- 地区(ラヨン) 
  - アバン地区 (Абанский)
    - 地区の管轄下に16の村（selsovet）

  - アチンスク地区 (Ачинский)
    - 地区の管轄下に9つの村（selsovet）

  - バラフタ地区 (Балахтинский)
    - 都市型集落 (地区の管轄下)
      - バラフタ (Балахта)

    - その他、地区の管轄下に12の村（selsovet）

  - ベリョゾフカ地区 (Берёзовский)
    - 都市型集落 (地区の管轄下)
      - ベレゾフカ (Берёзовка)

    - 地区の管轄下に5つの村（selsovet）

  - ビリリュッシ地区 (Бирилюсский)
    - 都市型集落 (地区の管轄下) 
      - ラススヴェト (Рассвет)

    - その他、地区の管轄下に10の村（selsovet）

  - ボゴトル地区 (Боготольский)
    - 地区の管轄下に8つの村（selsovet）

  - ボグチャニ地区 (Богучанский)
    - 地区の管轄下に18の村（selsovet）

  - ボリシェムルタ地区 (Большемуртинский)
    - 都市型集落 (地区の管轄下)
      - ボリシャヤ・ムルタ (Большая Мурта)
      - プレジヴィンスク (Предивинск)

    - その他、地区の管轄下に10の村（selsovet）

  - ボリシェウルイ地区 (Большеулуйский)
    - 地区の管轄下に9つの村（selsovet）

  - ジェルジンスコエ地区 (Дзержинский)
    - 地区の管轄下に8つの村（selsovet）

  - エヴェンキ地区 (Эвенкийский)
    - エヴェンキ自治管区（2007年まで）

  - イドリンスコエ地区 (Идринский)
    - 地区の管轄下に16の村（selsovet）

  - イランスキー地区 (Иланский)
    - 町 (地区の管轄下)
      - イランスキー (Иланский)

    - その他、地区の管轄下に9つの村（selsovet）

  - イルベイスコエ地区 (Ирбейский)
    - 地区の管轄下に18の村（selsovet）

  - カンスク地区 (Канский)
    - 地区の管轄下に15の村（selsovet）

  - カラトゥススコエ地区 (Каратузский)
    - 地区の管轄下に14の村（selsovet）

  - カザチンスコエ地区 (Казачинский)
    - 地区の管轄下に14の村（selsovet）

  - ケジュマ地区 (Кежемский)
    - 町 (地区の管轄下)
      - コジンスク (Кодинск)

    - その他、地区の管轄下に7つの村（selsovet）

  - コズリカ地区 (Козульский)
    - 都市型集落 (地区の管轄下)
      - コズリカ (Козулька)
      - ノヴォチェルノレチェンスキー (Новочернореченский)

    - その他、地区の管轄下に5つの村（selsovet）

  - クラスノトゥランスク地区 (Краснотуранский)
    - 地区の管轄下に9つの村（selsovet）

  - クラギノ地区 (Курагинский)
    - 町 (地区の管轄下)
      - アルテモフスク (Артёмовск)

    - 都市型集落 (地区の管轄下)
      - ボリシャヤ・イルバ (Большая Ирба)
      - チビジェク (Чибижек)
      - コシュルニコヴォ (Кошурниково)
      - クラスノカメンスク (Краснокаменск)
      - クラギノ (Курагино)

    - その他、地区の管轄下に16の村（selsovet）

  - マンスキー地区 (Манский)
    - 地区の管轄下に11の村（selsovet）

  - ミヌシンスク地区 (Минусинский)
    - 地区の管轄下に13の村（selsovet）

  - モティギノ地区 (Мотыгинский)
    - 都市型集落 (地区の管轄下)
      - モティギノ (Мотыгино)
      - ラスドリンスク (Раздолинск)
      - ユジノ＝エニセイスキー (Южно-Енисейский)

    - その他、地区の管轄下に8つの村（selsovet）

  - ナザロヴォ地区 (Назаровский)
    - 地区の管轄下に10の村（selsovet）

  - ニジネインガシュ地区 (Нижнеингашский)
    - 都市型集落 (地区の管轄下)
      - ニジニ・インガシュ (Нижний Ингаш)
      - ニージュニャヤ・ポイマ (Нижняя Пойма)
      - ポカナエフカ (Поканаевка)
      - チンスコイ (Тинской)

    - その他、地区の管轄下に12の村（selsovet）

  - ノヴォセロヴォ地区 (Новосёловский)
    - 地区の管轄下に8つの村（selsovet）

  - パルチザンスコエ地区 (Партизанский)
    - 地区の管轄下に9つの村（selsovet）

  - ピロフスコエ地区 (Пировский)
    - 地区の管轄下に10の村（selsovet）

  - ルイビンスク地区 (Рыбинский)
    - 町 (地区の管轄下)
      - ザオデルニ (Заозёрный)

    - 都市型集落 (地区の管轄下)
      - イルシャ (Ирша)
      - サヤンスキー (Саянский)
      - ウラル (Урал)

    - その他、地区の管轄下に13の村（selsovet）

  - サヤンスク地区 (Саянский)
    - 地区の管轄下に14の村（selsovet）

  - セヴェロ＝エニセイスキー地区 (Северо-Енисейский)
    - 都市型集落 (地区の管轄下)
      - セヴェロ＝エニセイスキー (Северо-Енисейский)
      - チェヤ (Тея)

  - シャリポヴォ地区 (Шарыповский)
    - 地区の管轄下に7つの村（selsovet）

  - シュシェンスコエ地区 (Шушенский)
    - 都市型集落 (地区の管轄下)
      - シュシェンスコエ (Шушенское)

    - その他、地区の管轄下に7つの村（selsovet）

  - スホブジムスコエ地区 (Сухобузимский)
    - 地区の管轄下に9つの村（selsovet）

  - タセエヴォ地区 (Тасеевский)
    - 地区の管轄下に8つの村（selsovet）

  - タイミル・ドルガン＝ネネツ地区 (Таймырский Долгано-Ненецкий)
    - タイミル自治管区（2007年まで）
    - 町 (地区の管轄下)
      - ドゥジンカ (Дудинка)

  - トゥルハンスク地区 (Туруханский)
    - 町 (地区の管轄下)
      - イガルカ (Игарка)

    - 都市型集落 (地区の管轄下)
      - スヴェトロゴルスク (Светлогорск)

    - その他、地区の管轄下に5つの村（selsovet）
      - トゥルハンスク(Туруха́нск)

  - チュフチェト地区 (Тюхтетский)
    - 地区の管轄下に10の村（selsovet）

  - ウヤル地区 (Уярский)
    - 町 (地区の管轄下)
      - ウヤル (Уяр)

    - 地区の管轄下に9つの村（selsovet）

  - ウジュル地区 (Ужурский)
    - 町 (地区の管轄下)
      - ウジュル (Ужур)

    - その他、地区の管轄下に12の村（selsovet）

  - イェメリャノヴォ地区 (Емельяновский)
    - 都市型集落 (地区の管轄下)
      - ケドロヴィ (Кедровый)
      - パミャチ・13・ボルツォフ (Памяти 13 Борцов)
      - エメリヤホヴォ (Емельяново)

    - その他、地区の管轄下に12の村（selsovet）

  - エニセイスク地区 (Енисейский)
    - 都市型集落 (地区の管轄下)
      - ポドテソヴォ (Подтёсово)

    - その他、地区の管轄下に25の村（selsovet）

  - エルマコフスコエ地区 (Ермаковский)
    - 地区の管轄下に14の村（selsovet）